# El Brazil
El Brazil – jednostka osadnicza w Stanach Zjednoczonych, w stanie Teksas, w hrabstwie Starr.